# Gerard Kemkers
Geert Gerrit "Gerard" Kemkers, né le 8 mars 1967 à Groningue, est un patineur de vitesse néerlandais.

## Biographie
Aux Jeux olympiques d'hiver de 1988 organisés à Calgary au Canada, Gerard Kemkers est médaillé de bronze sur 5 000 mètres puis chute ensuite sur 10 000 mètres, le faisant échouer à la cinquième place. Il remporte également une médaille aux championnats du monde toutes épreuves, l'argent en 1989. Après sa carrière sportive, il devient entraîneur de patinage de vitesse et amenera au succès notamment Jochem Uytdehaage, Renate Groenewold, Sven Kramer et Ireen Wüst .

## Palmarès
| Compétition                               | Or | Argent                   | Bronze         |
| Jeux olympiques                           |    |                          | 1988 (5 000 m) |
| Championnats du monde toutes épreuves     |    | 1989                     |                |
| Championnats d'Europe toutes épreuves     |    | 1989                     | 1988           |
| Championnats des Pays-Bas toutes épreuves |    | 1986 1987 1988 1989 1990 |                |

## Records personnels
| Distance      | Temps         | Année |
| ------------- | ------------- | ----- |
| 500 mètres    | 38 s 3        | 1988  |
| 1 000 mètres  | 1 min 15 s 85 | 1990  |
| 1 500 mètres  | 1 min 56 s 13 | 1990  |
| 5 000 mètres  | 6 min 45 s 92 | 1988  |
| 10 000 mètres | 14 min 3 s 9  | 1988  |